# 井上和雄 (時計職人)
井上 和雄（いのうえ かずお、1929年〈昭和4年〉10月 - ）は、日本の時計職人。父は昭和初期より札幌時計台の保守を無償で始めた時計職人の井上清。戦後間もない頃より、父と共に時計台の保守に取り組み、親子二代で70年以上にわたって、時計台の保守と整備を手掛けた。

## 経歴
1929年（昭和4年）10月に札幌市で、井上清の長男として誕生した。時計店に生まれたことで、「門前の小僧」として自然に、時計の技術を身につけた。学校でも教員から「大きくなったらお前が時計台を守るんだ」と言われていたが、実際には時計よりも飛行機が好きであり、少年時代は模型飛行機に熱中した。趣味が高じて戦中の1944年（昭和19年）、少年工として日立航空機羽田工場に就職し、海軍飛行予科練習生の練習機の製作を手掛けた。
戦後は飛行機の仕事が無くなり、1947年（昭和22年）、18歳のとき、父への反抗心を抱きつつも父と同じ道へ進み、札幌工業高等学校に通いつつ、父と共に時計台の保守を始めた。父の清とは、親子であると共に師弟でもあり、頑固一徹の父の性格もあって、関係は複雑であった。殴られることもあったが、父の腕を一流と認めて、仕事の上で反発することはなかった。地震などの非常時は、夜中でも駆けつけた。泊まりがけの旅行は、1泊の新婚旅行のみであった。
1981年（昭和56年）に父の清が現役を引退し、50年にわたる時計台の保守を引き継いだ。1995年（平成7年）に時計店を閉業して、札幌市の外郭団体の嘱託職員となった。
翌1996年（平成8年）9月に、清が死去した。当日は奇しくも時計台の保守の日であり、市役所から「今日は来なくて良い」と言われたが、自然と時計台へ足が向いた。葬儀の日も「その方が喜ぶから」と言って、時計台の仕事を優先させた。
1997年（平成9年）8月、21年ぶりに行われた時計の解体点検で、初めてすべての作業を自分で仕切った。1998年（平成10年）からは、管理運営団体「社団法人札幌市友会」の嘱託職員として、保守・整備を続けた。同1998年10月、北海道文化財保護功労者を受賞し、親子2代にわたる受賞となった。
2008年（平成20年）、時計台が創建130周年を迎えた記念式典で、親子2代にわたって保守整備に従事してきた評価により、札幌市長特別表彰が贈られた。
生涯現役を誓っていたものの、腰を痛めて梯子の昇降が困難になり、2014年（平成26年）3月に引退した。札幌市から委託された時計機械保存会の2人が、井上から直接指導を受けており、その後の保守点検作業を担っている。